# Karl Heilig
Karl Heilig (* 31. Oktober 1890; † unbekannt) war ein deutscher Fußballspieler.

## Karriere

### Vereine
Heilig gehörte von 1908 bis 1922 – abgesehen von der Saison 1909/10, 1910/11 und 1918/19 – zum FC Stuttgarter Kickers – der sich ab 1920 SV Stuttgarter Kickers nannte. In den vom Verband Süddeutscher Fußball-Vereine, mit Umbenennung am 18./19. Juli 1914 in den vom Süddeutschen Fußball-Verband organisierten Meisterschaften bestritt er als Mittelfeldspieler Punktspiele. 
Von Beginn an bis 1917/18 spielte er im Südkreis, einem von vier Kreisen als regional höchste Spielklasse. Von 1919 bis 1921 spielte er in der Kreisliga Württemberg; seine letzte Saison in der Abteilung II, neben der Abteilung I, eine von zwei Abteilungen der Kreisliga Württemberg.
Während seiner Vereinszugehörigkeit gewann er dreimal die Südkreismeisterschaft, einmal die Württembergische  Meisterschaft und zweimal die Süddeutsche Meisterschaft. Aufgrund des 1913 errungenen Titels, nahm er mit seinem Verein an der Endrunde um die Deutsche Meisterschaft teil und debütierte am 20. April auf der Sportanlage an der Roseggerstraße, der Spielstätte des Frankfurter FV; dort unterlag er in der Viertelfinalbegegnung mit dem Duisburger SpV mit 1:2.

### Auswahl-/Nationalmannschaft
Als Spieler der Auswahlmannschaft des Verbandes Süddeutscher Fußball-Vereine nahm er an der dritten Auflage des Wettbewerbs um den Kronprinzenpokal teil. Nachdem im Viertelfinale die Auswahlmannschaft des Westdeutschen Spiel-Verbandes am 9. Oktober 1910 in Köln mit 4:1 und im Halbfinale die Auswahlmannschaft des Verbandes Berliner Ballspielvereine am 13. November 1910 in Frankfurt am Main mit 3:0 bezwungen werden konnte, erreichte er mit seiner Auswahlmannschaft das Finale. Die am 25. Mai 1911 in Mariendorf bei Berlin angesetzte Begegnung mit der Auswahlmannschaft des Norddeutschen Fußball-Verbandes wurde mit 2:4 n. V. verloren. 

## Erfolge
- Süddeutscher Meister 1913, 1917
- Württembergischer Meister 1921
- Südkreismeister 1913, 1914, 1917
- Finalist um den Kronprinzenpokal 1911